# Tempestade tropical Nana (2008)
A tempestade tropical Nana foi o décimo quarto ciclone tropical dotado de nome da temporada de furacões no Atlântico de 2008. Nana formou-se de uma onda tropical que deixou a costa ocidental da África durante a primeira semana de outubro de 2008. O sistema se intensificou para uma depressão tropical em 12 de outubro sobre o Atlântico centro-norte tropical, e logo depois, se tornou a tempestade tropical Nana. No entanto, forte cisalhamento do vento impediu a intensificação do sistema, que se degenerou para uma área de baixa pressão remanescente em 14 de outubro. Por estar relativamente distante de qualquer área costeira, Nana não causou impactos. Também, nenhum navio foi atingido pela tempestade.

## História meteorológica

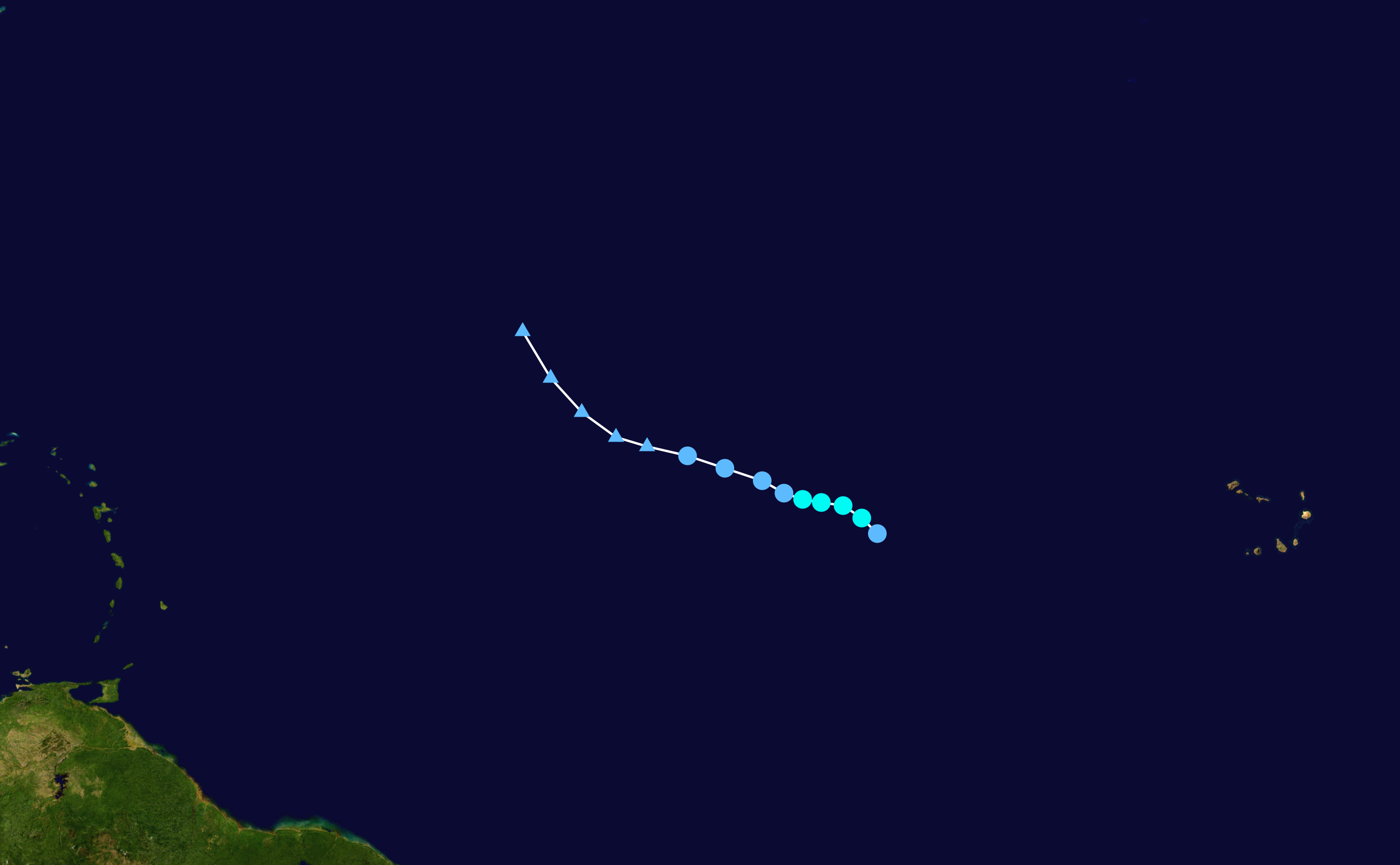
O caminho de Nana

Nana formou-se a partir de uma onda tropical que deixou a costa ocidental da África em 6 de outubro. Naquele momento, imagens do satélite QuikSCAT indicaram que o sistema estava acompanhado por uma grande área de baixa pressão. Inicialmente, as áreas de convecção associadas à onda tropical e à área de baixa pressão eram mínimas, mas, a partir de 8 de outubro, novas áreas de convecção começaram a se formar em associação ao sistema e a se organizar em bandas de tempestade que rodeavam o centro ciclônico. Em 11 de outubro, o sistema já apresentava áreas de convecção suficientes para que fosse possível a execução de avaliações através da técnica Dvorak. Seguindo para oeste e para noroeste, o sistema continuou a se desenvolver e, por volta das 06:00 (UTC) de 12 de outubro, o sistema foi declarado como uma depressão tropical pelo Centro Nacional de Furacões dos Estados Unidos. Naquele momento, o centro da depressão estava localizado a cerca de 1.275 km a oeste das ilhas do Cabo Verde.

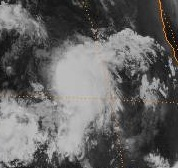
Nana pouco depois de ter sido classificada para uma tempestade tropical

Após de tornar uma depressão, o sistema começou a seguir para oeste-noroeste através da periferia de uma alta subtropical localizada ao seu nordeste. A depressão continuou a se intensificar e, horas depois de ter sido classificado para uma depressão tropical, o sistema se tornou a tempestade tropical Nana. A tempestade continuou a seguir para oeste-noroeste, situada numa região com forte cisalhamento do vento que confinava a maior parte de suas áreas de convecção associadas no quadrante leste do sistema. Mesmo com condições meteorológicas altamente desfavoráveis, Nana foi capaz de se intensificar lentamente, atingindo seu pico de intensidade por volta da meia-noite (UTC) de 13 de outubro, com ventos máximos sustentados de 65 km/h, e uma pressão central mínima de 1.004 mbar.
Nana foi incessantemente abatida por forte cisalhamento do vento durante todo o seu período de existência; a partir da meia-noite (UTC) de 13 de outubro, a tempestade começou a sucumbir devido aos seus fortes efeitos. O sistema se enfraqueceu para uma depressão tropical apenas 12 horas depois de ter atingido o seu pico de intensidade. Naquele momento, o centro do sistema estava localizado a cerca de 1.610 km a oeste de Cabo Verde. A partir de então, Nana começou a perder todas as suas áreas de convecção associadas e se degenerou para uma área de baixa pressão remanescente em 14 de outubro. A partir de então, o sistema remanescente de Nana começou a seguir para noroeste devido à passagem de um forte sistema frontal, e se dissipou totalmente por volta do meio-dia (UTC) de 15 de outubro, a cerca de 1.515 km a leste-nordeste das ilhas de Sotavento das Pequenas Antilhas.

## Preparativos e impactos
Por estar relativamente distante de qualquer área costeira, Nana não causou impactos. Também, nenhum navio foi atingido pela tempestade.